# Budapesti színházak listája
| Ábécé szerinti tartalomjegyzék                                                                           |
| --- |
| A, Á B C Cs D Dz Dzs E, É F G Gy H I, Í J K L Ly M N Ny O, Ó Ö, Ő P Q R S Sz T Ty U, Ú Ü, Ű V W X Y Z Zs |

A Budapesten működő színházak a következők:

## A, Á
- Andrássy úti Színház
- Aranytíz
- Artus Stúdió[1]
- Átrium Film - Színház[2]
- Ascher Oszkár Színház

## B
- Baltazár Színház
- Bácskai Júlia Pszichoszínháza
- Bárka Színház
- Belvárosi Színház
- Bethlen Téri Színház
- Budapest Bábszínház
- Budapesti Kamaraszínház
- Budapesti Operettszínház
- Budapesti Showszínház

## C
- Centrál Színház, egykori Vidám Színpad
- CommandARTe társulat[3]

## D
- Deutsches Theater Budapest [4]
- Dumaszínház

## E, É
- Erkel Színház
- Erzsébetligeti Színház (teljes nevén: Corvin Művelődési Ház - Erzsébetligeti Színház)
- Eötvös10 Közösségi és Kulturális rendezvényközpont
- [5]
- Evangélium Színház

## F
- Fabula Bábszínház [6]
- Ferencvárosi Művelődési Központ
- Fészek Színház
- Fém Arts & Café[7]
- Figurina Animációs Kisszínpad
- Fórum Színház[8]

## G
- Gólem Színház
- Gózon Gyula Kamaraszínház

## H
- Hagyományok Háza
- Hatszín Teátrum[9]
- Holdvilág Kamaraszínház[10]

## I
- Itt és Most Társulat

## J
- Játékszín
- József Attila Színház
- Jurányi Produkciós Közösségi Inkubátorház[11]

## K
- Karaván Színház[12]
- Karinthy Színház
- Katakomba Pinceszínház
- Katona József Színház - További játszóhelye: Kamra
- Kerekasztal Színházi Nevelési Központ[13]
- Király Színház - nem színházként működik
- Kispesti Kisszínház
- Klebelsberg Kultúrkúria[14]
- KÓD Teátrum
- Kolibri Színház - További játszóhelyei: a Kolibri Fészek, és a Kolibri Gyermek - és Ifjúsági Színház
- KoMa Társulat
- Komédium Színház[15]
- Korona Pódium
- Körúti Színház
- Közép-Európa Táncszínház
- Krétakör Színház

## L
- Lakner Bácsi Gyermekszínháza
- Lézerszínház - Planetárium
- Liliput Színház

## M
- M'art (volt Mammut Színház)[16]
- Madách Színház
- Magyar Állami Operaház
- Magyar Nemzeti Gyermek és Ifjúsági Színház (a Ferencvárosi Művelődési Központban)[17]
- Magyar Nemzeti Táncegyüttes (a Honvéd Táncszínház és a Budapest Táncegyüttes jogutóda)
- Maladype Színház
- Malko Teatro
- Magyar Színház (1897–1948 között)
- Marczibányi Téri Művelődési Központ[18]
- Margitszigeti Szabadtéri Színpad
- Megálló Ház[19]
- Mensáros László Alternatív és Kamara Színház[20]
- Meserét Bábszínház[21]
- Mezei Mária Szeretetszínház Tenyérnyi Színpad[22]
- Merlin Nemzetközi Színház
- MiaManó Színház[23]
- Mikropódium Családi Bábszínház[24]
- Millenáris Teátrum
- MOHA – Mozdulatművészek Háza (volt Mozdulatművészeti Stúdió([25]
- Momentán Társulat (játszóhelye: IMPRÓ – kreatív töltőállomás; volt Momentown (Dürer kert))
- Mozsár műhely[26]
- Musical Színház[27]
- MusicalVarázs Színpad[28]
- MU Színház[29]
- Művészetek Palotája (MÜPA)

## N
- Napszínház
- Nemzeti Színház
- Nemzeti Táncszínház

## O, Ó
- Óbudai Kulturális Központ

## Ö, Ő
- Örkény István Színház, korábban Madách Kamara Színház

## P
- Pesti Magyar Színház (röviden: Magyar Színház, 1840–2001 között Nemzeti Színház)
- Pesti Művész Színház
- Pesti Színház (Vígszínház kamaraszínháza)
- Pesti Vigadó
- Picaro Művészeti Produkciós Műhely[30]
- Pinceszínház
- PS Produkció
- Pódium Kabaré (1945–1949[31] 1988 óta a Radnóti Színház működik játszóhelyén.[32])

## R
- RaM Art Színház
- Radnóti Miklós Színház
- Rock Színház
- Rózsavölgyi Szalon Arts & Café
- Ruttkai Éva Színház, volt Józsefvárosi, majd Városi Színház

## S
- Spinoza Színház
- Stúdió K Színház

## Sz
- Szabad-Tér Színház
- Szkéné Színház
- Szív Kamara színház (Szív utca 1)

## T
- Tárogató Úti Színpad (korábban International Buda Stage, volt IBS Színpad)[33]
- Terézkörúti Színpad
- Thália Színház
- Turay Ida Színház
- Trafó – Kortárs Művészetek Háza
- Trip Színház[34]
- Tropicarium Színház

## U, Ú
- Újszínház
- Újpest Színház (újpesti Kulturális Központ - Ady Endre Művelődési ház)[35]

## V
- Városmajori Szabadtéri Színpad
- Várszínház
- Versszínház
- Vidám Színpad
- Vígszínház

## Lásd még
- Magyarországi színházak listája
- Budapest színházépületei és színjátszóhelyei kerületek szerint